# Svensk manskapsmusköt
De svenska manskapsmusköterna för infanteriet var mynningsladdade gevär i kaliber 20,04 mm i slutet av 1600-talet och början av 1700-talet. Senare 0,720 tum (18,3 mm)av åtminstone omkring 0,814 tum (20,7 mm) vars lopp var slätborrade. Musköternas kolvar tillverkades av bl.a. björk, al, lönn eller valnöt. Dessa enhetsvapen var i tjänst inom den svenska armén från mitten av 1500-talet till mitten av 1800-talet.

## Historik
I slutet av 1500-talet blev den svenska musköten stilbildande. Stilen förblev densamma till omkring år 1660 inom de flesta härar.I Sverige varade dess grundstil i mångt och mycket till slutet på 1680-talet. Luntlåset var den förhärskande mekanismen på manskapets musköter inom den svenska hären såväl bland andra europeiska väpnade styrkor, och kom så att förbli fram tills den senare halvan av 1600-talet när snapplåsmekanismen tog över alltmer. Men det var inte förrän flintlåsmekanismen såväl som bajonetten hade slagit igenom på allvar — vid tiden närmast sekelskiftet 1600/1700 — som luntlåset kom att bli helt föråldrat bland de olika truppslagen inom stormakten Sverige, men kom ändå att användas bland en del männingsförband och allmogeuppbåd hela kriget igenom. En del vapen med hjullåsmekanism var däremot främst förbehållet rytteriet.
Den svenska, rent krigiska muskötens formgivning, kvarstod i dess grundform från modell 1696 fram till modell 1762.Dessförinnan framställdes gevär – militära såväl civila – i en mängd olika utföranden.

## Tydliga modeller

### Modell 1673
- Snapplåsmusköt m/1673[5]

### Modell 1680
- Luntlåsmusköt m/1680[8]
- Snapplåsmusköt m/1680[5]

### Model 1683
- Snapplåsmusköt 1683[5]

### Modell 1688
- Luntlåsmusköt m/1688[12]
- Snapplåsmusköt m/1688[5]

### Modell 1690
- Flintlåsmusköt m/1690[5]

Kulvikt: 1,29 uns (36,6 gram) 

### Modell 1696
- Flintlåsmusköt m/1696[5]

Musköt m/1696 var den första som var försedd med hylsbajonett.

### Modell 1699
- Flintlåsmusköt m/1699[5]

### Modell 1701
Flintlåsmusköt m/1701
Muskötkulans vikt: 3 lod (39,48 gram). Rännekulans vikt: 1/2 lod. 

### Modell 1704
- Flintlåsmusköt m/1704[13]

Infanterimusköt m/1704 (äldre stavningsform Infanterie Musqvet m/1704), eller Musköt m/1704 för manskap vid infanteriet alternativt Gevär m/1704var utrustat med flintlåsmekanism. Vapnet var i tjänst under drygt etthundra år.
Kammarstycket har en längd av 303 mm. Baktill är det åttkantigt, framtill en längd av 38 mm och är sextonkantigt. Längst fram avslutas det av en insvarvad ring. Det långa fältet är runt. En skarpkantig pipring sitter 85 mm bakom mynningen. På pipans högra sida genombrytes pipringen av ett tretton mm brett spår. Ett högt kraftigt korn i järn med nära nog kvadratisk genomskärning sitter 105 mm bakom mynningen. Längst fram på svansskruvstjärten finnes ett lågt ståndsikte.
På kammarstyckets översida finns en kronstämpel samt ett monogram av bokstäverna O P. På kammarstyckets vänstra sida sitter en stämpel med bokstaven Ö och en med bokstäverna E E S. Korsskruven går nedifrån och pipan har tre häften.
Hanen är försedd med varhake, ett kulligt bleck som baktill mynnar ut i en spets. Hanhalsen baktill är avrundad, utifrån gående fängpanne- och eldstålsfjäderskruv, lång fängpannestjärt, genom vilket hålet för den bakre låsskruven går, fängpannefals, eldstålsfjäderns bukt ligger bakom hålet för den främre låsskruven. Läppskruvsringen har en yttre diameter om sexton mm. På sidbleckets finnes en stämpel med bokstäverna L P L B. Alla skruvar och överläppen är svärtade.
Geväret var i helkolv och var vanligtvis gjord i al och har kräva. Framstocken slutar 89 mm bakom mynningen och kolvryggen är plan. Baktill på kolvens vänstra sida finnes ett nummer instansat.
Beslag av järnplåt som består av bakkappa, som fasthålles av sju stift, en stor varbygel i järn, ett långt avtryckarebleck, en förstärkningsskena i kolvhalsen, två släta rörkor i järn, ett 35 mm brett krävbeslag och ett 32 mm brett ----------näsbleck....... i stål. Varbygelns främre arm, som längst fram är utbildad till en ögla som fasthålles av korsskruven, under det att den långa bakre framtill fasthålles av en skruv, som går genom kolvhalsen och inskruvas i förstärkningsskenan, men baktill är en träskruv. På sistnämnda arm finnes en stämpel med bokstäverna L I. Näsblecket och framstocken har längst fram till vänster en urtagning, som går ned till pipringsklacken. Den bakre rembygeln är fäst i varbygelns ögla och där den främre fasthålles av en skruv som går genom krävan och krävbeslaget. Laddstaken är helt gjord i trä.
Nominalkalibern är på 20,04 mm och den verkliga kalibern 20,2 mm. Projektilvikten var på 1,4 uns (39,9 gram).
Andra belastade delar, såsom pipan, låsblecket och avfyrningsmekanismen var tillverkade i järn.
Piplängden var 1085 mm där vapnets sammanlagda längd var 1480 mm och vägde 4,72 kilogram.

### Modell 1716
- Flintlåsmusköt m/1716[5]

### Modell 1762
Krävan med krävbeslaget övergavs till förmån för en tredje rörko, där en laddstake (nu i järn) istället vilade samt en fjärde rörko (alla nu i mässing) intill kammarstycket. Stocken försågs nu med en framkappa, så ock den i mässing.

### Modell 1775
I och med framställningen av modell 1775 övergavs stiften som höll pipan på plats till förmån för två pipband med tillhörande kräkor samt ett näsbleck i mässing med kappa med ett bågformigt mässingskorn ingjutet.

### Modell 1840
Nominalkaliber: 0,73 tum (18,55 mm). Verklig kaliber: 0,724 (18,4 mm). Loppets rel. längd: 56 kaliber. Kulvikt: 1,0864 uns (30,8 gr). Krutladdningens vikt: 0,2956 uns (8,38 gr). Utgångshastighet 1270 fot/sek (377 m/sek).

### Källhänvisningar
1. ↑  https://www.digitaltmuseum.se/011024382554/muskot-m-1690
2. 1 2 3 4  From, Peter (2005). Karl XII:s död: gåtans lösning. Lund: Historiska media.
3. ↑  https://www.digitaltmuseum.se/011024382838/muskot-m-1701
4. ↑  Hughes, B. P. (1974). Firepower: Weapons effectives on the battlefield, 1630–1850. London: Arms and Armour Press.
5. 1 2 3 4 5 6 7 8 9  Larsson, Anders. Karolinska uniformer och munderingar åren 1700-1721 sid. 251. Jengel Förlag. Östersund 2022. ISBN 978-91-88573-43-8
6. ↑  https://www.digitaltmuseum.se/011024383436/gevar-m-1845
7. ↑  https://www.digitaltmuseum.se/011024392521/muskot
8. 1 2  Larsson, Anders. Karolinska uniformer och munderingar åren 1700-1721 sid. 250. Jengel Förlag. Östersund 2022. ISBN 978-91-88573-43-8
9. ↑  https://www.militaryheritage.com/musket15.htm
10. ↑  https://www.digitaltmuseum.se/011024386867/luntlasmuskot-m-1688
11. ↑  https://www.digitaltmuseum.se/011024382877/gevar-m-1762
12. 1 2  Alf Åberg, Göte Göransson (1976). Karoliner. Höganäs: Bra Böcker. ISBN 91-7690-067-3. Läst 30 november 2021
13. 1 2  Larsson, Anders. Karolinska uniformer och munderingar åren 1700-1721 sid. 58, 251. Jengel Förlag. Östersund 2022. ISBN 978-91-88573-43-8
14. ↑  Larsson, Anders. Karolinska uniformer och munderingar åren 1700-1721 sid. 258. Jengel Förlag. Östersund 2022. ISBN 978-91-88573-43-8
15. 1 2  https://www.digitaltmuseum.se/011024382592/muskot-m-1704